# Outarde arabe

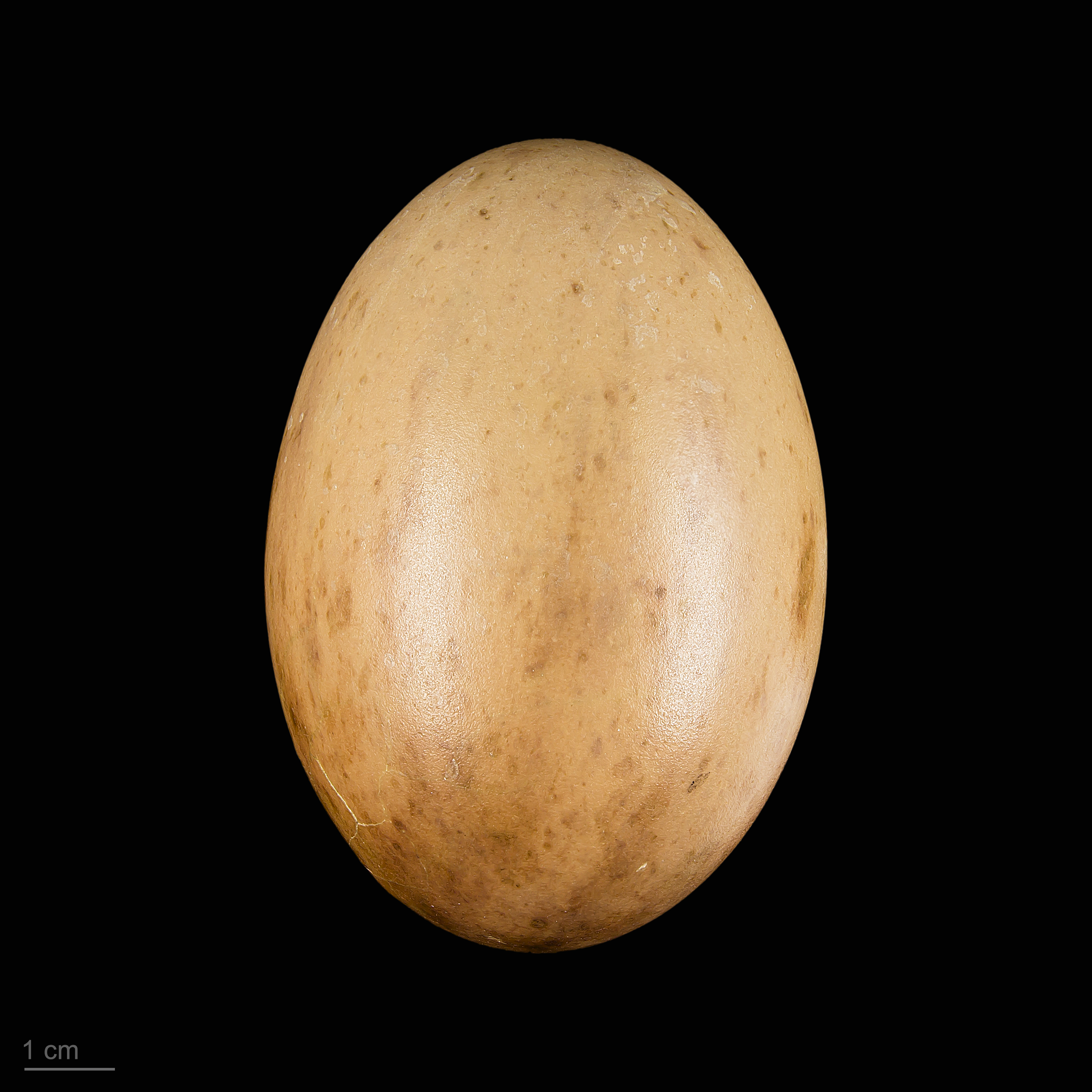
Ardeotis arabs - MHNT

Ardeotis arabs
Espèce
Statut CITES
Statut de conservation UICN

 NT  : Quasi menacé
L'Outarde arabe (Ardeotis arabs) est une espèce d'oiseaux appartenant à la famille des Otididae.

## Description
Les mâles pèsent 5,7-10 kg pour environ 90 cm de hauteur. Elles ont une allure plus gracile et élégante par rapport aux autres espèces de leur genre, avec une tâcheture plus raffinée sur l'aile. 

## Répartition et sous-espèces

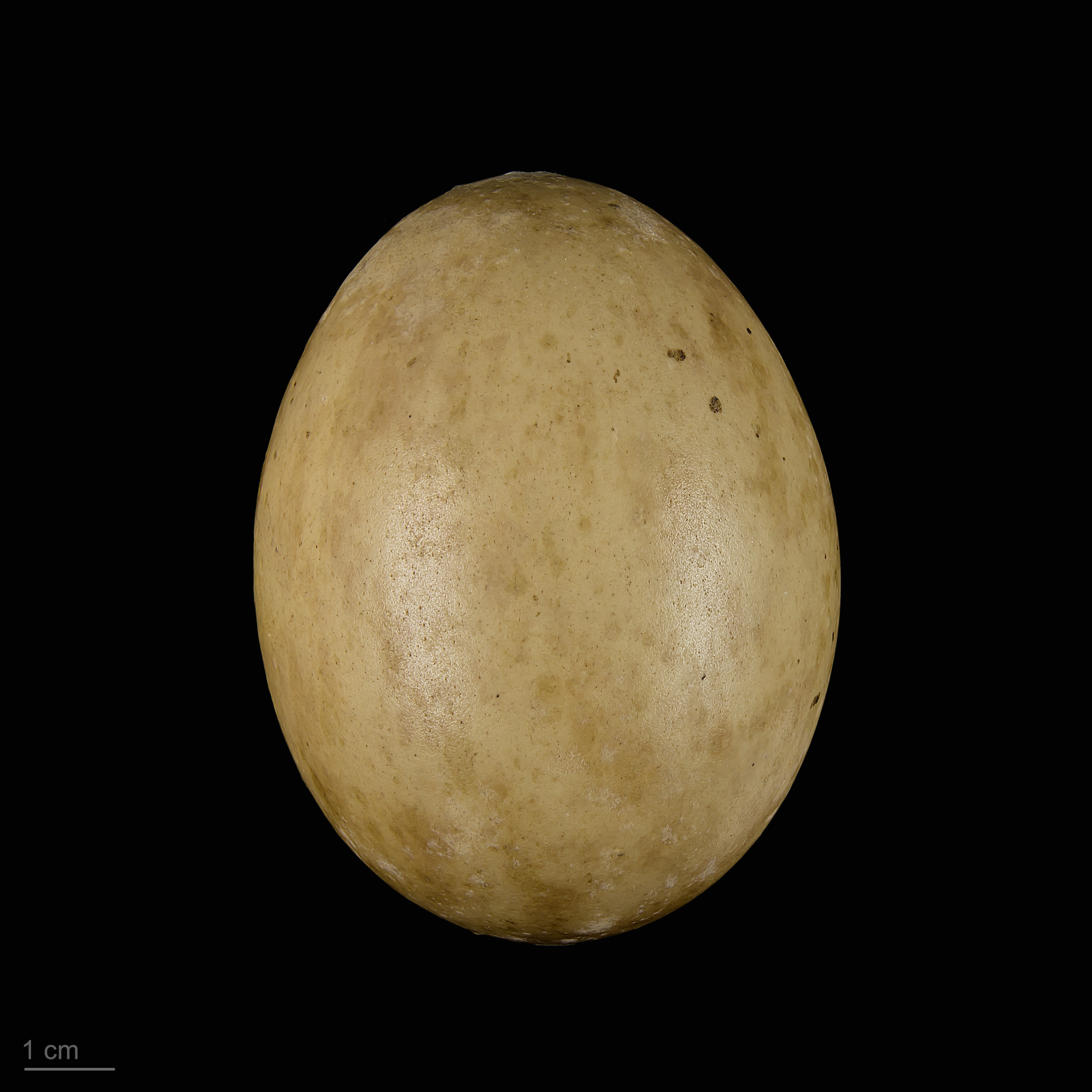
Ardeotis arabs lynesi - MHNT

Cet oiseau vit à travers le Sahel, le Soudan du Sud et le pourtour sud de la mer Rouge.
- A. a. lynesi (Bannerman, 1930) : ouest du Maroc (?) ;
- A. a. stieberi (Neumann, 1907) : de la Sénégambie et sud-ouest de la Mauritanie à l'est du Soudan ;
- A. a. arabs (Linnaeus, 1758) : Éthiopie, Somalie, Yémen, Arabie Saoudite ;
- A. a. butleri (Bannerman, 1930) : Soudan du Sud.